# Myrmotherula schisticolor
Myrmotherula schisticolor е вид птица от семейство Thamnophilidae.

## Разпространение
Видът е разпространен в Белиз, Венецуела, Гватемала, Еквадор, Колумбия, Коста Рика, Мексико, Никарагуа, Панама, Перу и Хондурас.